# César a la millor revelació femenina
El César a la millor actriu revelació (en francès: César de la meilleure révélation féminine) és un premi cinematogràfic francès entregat des de 1983 per l'Acadèmia de les Arts i Tècniques de Cinema de França (en francès: Académie des arts et techniques du cinéma).
L'actriu més jove en rebre el premi fou Charlotte Gainsbourg, a l'edat de només 14 anys, que va superar així l'anterior rècord de Laure Marsac, la qual havia obtingut el guardó als 15 anys. Catherine Jacob i Linh Dan Pham guanyaren el premi a l'edat de 32 anys.
Es va presentar com el César du meilleur jeune espoir féminin (millor jove esperança femenina) de 1983 a 2004 i César du meilleur espoir féminin de 2005 a 2023 (millor esperança femenina).

## Guanyadors i nominats
Seguint la pràctica de l'AATC, les pel·lícules següents s'enumeren per any de cerimònia, que correspon a l'any següent a l'any d'estrena de la pel·lícula. Per exemple, el César du meilleur espoir féminin de 2010 va ser atorgat el 27 de febrer de 2010 per una actuació en una pel·lícula estrenada entre l'1 de gener de 2009 i el 31 de desembre de 2009.
Com passa amb els altres premis César, les actrius es seleccionen mitjançant una votació a dues voltes: primera volta per triar les nominades, segona volta per designar la guanyadora. Tots els membres de l'Acadèmia, independentment de la seva branca, tenen dret a votar en ambdues rondes. Però per tal de "facilitar" la votació de la nominació, el Comitè de Révélations de l'Académie, format per directors de càsting, estableix i proposa una llista d'un màxim de 16 actrius. Tanmateix, aquesta llista no és vinculant i els membres de l'Acadèmia poden votar lliurement per una actriu que no hagi estat preseleccionada. Inicialment establert en quatre, el nombre de nominades es va ampliar a cinc el 1990.
Les guanyadores s'enumeren primer en negreta, seguides de les altres nominades.

## Palmarès
- Font: Pàgina oficial del premi.

### Dècada del 1980
| Any                       | Actriu                               | Títol original            | Títol en català | Pais |
| ------------------------- | ------------------------------------ | ------------------------- | --------------- | ---- |
| 1983                      |                                      |                           |                 |      |
| Sophie Marceau            | La boum 2                            | -                         | França          |      |
| Souad Amidou              | Le grand frère                       | -                         | França          |      |
| Fabienne Guyon            | Une chambre en ville                 | Una habitació a la ciutat | França          |      |
| Julie Jézéquel            | L'étoile du nord                     | -                         | França          |      |
| 1984                      |                                      |                           |                 |      |
| Sandrine Bonnaire         | À nos amours                         | Pels nostres amors        | França          |      |
| Elizabeth Bourgine        | Vive la sociale                      | Vive la sociale           | França          |      |
| Laure Duthilleul          | Le destin de Juliette                | -                         | França          |      |
| Agnès Soral               | Tchao pantin                         | -                         | França          |      |
| 1985                      |                                      |                           |                 |      |
| Laure Marsac              | La Pirate                            | -                         | França          |      |
| Fanny Bastien             | Pinot simple flic                    | -                         | França          |      |
| Emmanuelle Béart          | Un amour interdit                    | -                         | França          |      |
| Sophie Duez               | Marche à l'ombre                     | -                         | França          |      |
| 1986                      |                                      |                           |                 |      |
| Charlotte Gainsbourg      | L'effrontée                          | -                         | França          |      |
| Emmanuelle Béart          | L'amour en douce                     | -                         | França          |      |
| Philippine Leroy-Beaulieu | Trois hommes et un couffin           | -                         | França          |      |
| Charlotte Valandrey       | Rouge Baiser                         | -                         | França          |      |
| Zabou Breitman            | Billy ze kick                        | -                         | França          |      |
| 1987                      |                                      |                           |                 |      |
| Catherine Mouchet         | Thérèse                              | -                         | França          |      |
| Marianne Basler           | Rosa la rose, fille publique         | -                         | França          |      |
| Dominique Blanc           | La femme de ma vie                   | -                         | França          |      |
| Julie Delpy               | Mauvais sang                         | -                         | França          |      |
| 1988                      |                                      |                           |                 |      |
| Mathilda May              | Le Cri du hibou                      | -                         | França          |      |
| Anne Brochet              | Masques                              | Màscares                  | França          |      |
| Julie Delpy               | La passion Béatrice                  | -                         | França          |      |
| Sophie Renoir             | L'ami de mon amie                    | L’amic de la meva amiga   | França          |      |
| 1989                      |                                      |                           |                 |      |
| Catherine Jacob           | La vie est un long fleuve tranquille | -                         | França          |      |
| Nathalie Cardone          | Drôle d'endroit pour une rencontre   | -                         | França          |      |
| Clotilde de Bayser        | L'enfance de l'art                   | -                         | França          |      |
| Ingrid Held               | La maison assassinée                 | -                         | França          |      |

### Dècada de 1990
| Any                    | Actriu                                         | Títol original               | Títol en català | Pais |
| ---------------------- | ---------------------------------------------- | ---------------------------- | --------------- | ---- |
| 1990                   |                                                |                              |                 |      |
| Vanessa Paradis        | Noce blanche                                   | -                            | França          |      |
| Dominique Blanc        | Je suis le seigneur du château                 | Jo sóc el senyor del castell | França          |      |
| Isabelle Gélinas       | Suivez cet avion                               | -                            | Canadà          |      |
| Mireille Perrier       | Un monde sans pitié                            | -                            | França          |      |
| Valérie Stroh          | Baptême                                        | -                            | França          |      |
| 1991                   |                                                |                              |                 |      |
| Judith Henry           | La discrète                                    | -                            | França          |      |
| Clotilde Courau        | Le petit criminel                              | -                            | França          |      |
| Florence Darel         | Uranus                                         | -                            | França          |      |
| Judith Godrèche        | La désenchantée                                | -                            | França          |      |
| Isabelle Nanty         | Tatie Danielle                                 | -                            | França          |      |
| 1992                   |                                                |                              |                 |      |
| Géraldine Pailhas      | La neige et le feu                             | -                            | França          |      |
| Marie-Laure Dougnac    | Delicatessen                                   | Delicatessen                 | França          |      |
| Marie Gillain          | Mon père, ce héros                             | El meu pare, el meu heroi    | Bèlgica         |      |
| Alexandra London       | Van Gogh                                       | Van Gogh                     | França          |      |
| Elsa Zylberstein       | Van Gogh                                       | Van Gogh                     | França          |      |
| 1993                   |                                                |                              |                 |      |
| Romane Bohringer       | Les nuits fauves                               | -                            | França          |      |
| Isabelle Carré         | Beau fixe                                      | -                            | França          |      |
| Charlotte Kady         | L.627                                          | Llei 627                     | França          |      |
| Linh-Dan Pham          | Indochine                                      | Indoxina                     | Vietnam         |      |
| Elsa Zylberstein       | Beau fixe                                      | -                            | França          |      |
| 1994                   |                                                |                              |                 |      |
| Valeria Bruni Tedeschi | Les gens normaux n'ont rien d'exceptionnel     | -                            | França          |      |
| Virginie Ledoyen       | Les marmottes                                  | -                            | França          |      |
| Chiara Mastroianni     | Ma saison préférée                             | -                            | França          |      |
| Florence Pernel        | Bleu                                           | Tres colors: Blau            | França          |      |
| Karin Viard            | La nage indienne                               | -                            | França          |      |
| 1995                   |                                                |                              |                 |      |
| Élodie Bouchez         | Les roseaux sauvages                           | Els joncs salvatges          | França          |      |
| Marie Bunel            | Couples et amants                              | -                            | França          |      |
| Sandrine Kiberlain     | Les patriotes                                  | Els patriotes                | França          |      |
| Virginie Ledoyen       | L'Eau froide                                   | -                            | França          |      |
| Elsa Zylberstein       | Mina Tannenbaum                                | -                            | França          |      |
| 1996                   |                                                |                              |                 |      |
| Sandrine Kiberlain     | En avoir (ou pas)                              | -                            | França          |      |
| Isabelle Carré         | Le hussard sur le toit                         | -                            | França          |      |
| Clotilde Courau        | Elisa                                          | Elisa                        | França          |      |
| Marie Gillain          | L'appât                                        | -                            | Bèlgica         |      |
| Virginie Ledoyen       | La fille seule                                 | -                            | França          |      |
| 1997                   |                                                |                              |                 |      |
| Laurence Côte          | Les voleurs                                    | -                            | França          |      |
| Jeanne Balibar         | Comment je me suis disputé...(ma vie sexuelle) | -                            | França          |      |
| Monica Bellucci        | L'appartement                                  | -                            | Itàlia          |      |
| Garance Clavel         | Chacun cherche son chat                        | -                            | França          |      |
| Emmanuelle Devos       | Comment je me suis disputé...(ma vie sexuelle) | -                            | França          |      |
| 1998                   |                                                |                              |                 |      |
| Emma de Caunes         | Un frère                                       | -                            | França          |      |
| Jeanne Balibar         | J'ai horreur de l'amour                        | -                            | França          |      |
| Isabelle Carré         | La femme défendue                              | -                            | França          |      |
| Amira Casar            | La vérité si je mens                           | Us enganyaria, jo?           | França          |      |
| Laetitia Pesenti       | Marius et Jeannette                            | Marius i Jeanette            | França          |      |
| 1999                   |                                                |                              |                 |      |
| Natacha Régnier        | La vie rêvée des anges                         | -                            | Bèlgica         |      |
| Marion Cotillard       | Taxi                                           | -                            | França          |      |
| Hélène de Fougerolles  | Que la Lumière soit!                           | -                            | França          |      |
| Sophie Guillemin       | L'Ennui                                        | -                            | França          |      |
| Rona Hartner           | Gadjo Dilo                                     | -                            | Romania         |      |

### Dècada de 2000
| Any                    | Actriu                              | Títol original                            | Títol en català | Pais |
| ---------------------- | ----------------------------------- | ----------------------------------------- | --------------- | ---- |
| 2000                   |                                     |                                           |                 |      |
| Audrey Tautou          | Vénus beauté (institut)             | -                                         | França          |      |
| Valentina Cervi        | Rien sur Robert                     | -                                         | Itàlia          |      |
| Emilie Dequenne        | Rosetta                             | Rosetta                                   | Bèlgica         |      |
| Barbara Schulz         | La dilettante                       | -                                         | França          |      |
| Sylvie Testud          | Karnaval                            | -                                         | França          |      |
| 2001                   |                                     |                                           |                 |      |
| Sylvie Testud          | Les blessures assassines            | -                                         | França          |      |
| Bérénice Bejo          | Meilleur espoir féminin             | -                                         | França          |      |
| Sophie Guillemin       | Harry, un ami qui vous veut du bien | Harry, un amic que us estima              | França          |      |
| Isild Le Besco         | Sade                                | -                                         | França          |      |
| Julie-Marie Parmentier | Les blessures assassines            | -                                         | França          |      |
| 2002                   |                                     |                                           |                 |      |
| Rachida Brakni         | Chaos                               | -                                         | França          |      |
| Marion Cotillard       | Les jolies choses                   | -                                         | França          |      |
| Hélène de Fougerolles  | Va savoir                           | Ves a saber                               | França          |      |
| Hélène Fillières       | Reines d'un jour                    | -                                         | França          |      |
| Isild Le Besco         | Roberto Succo                       | -                                         | França          |      |
| 2003                   |                                     |                                           |                 |      |
| Cécile de France       | L'auberge espagnole                 | Una casa de bojos                         | Bèlgica         |      |
| Emilie Dequenne        | Une femme de ménage                 | -                                         | Bèlgica         |      |
| Mélanie Doutey         | Le frère du guerrier                | -                                         | França          |      |
| Marina Foïs            | Filles perdues, cheveux gras        | -                                         | França          |      |
| Ludivine Sagnier       | 8 femmes                            | -                                         | França          |      |
| 2004                   |                                     |                                           |                 |      |
| Julie Depardieu        | La petite Lili                      | -                                         | França          |      |
| Marie-Josée Croze      | Les Invasions barbares              | -                                         | Canadà          |      |
| Dinara Drukarova       | Depuis qu'Otar est parti...         | -                                         | Rússia          |      |
| Sophie Quinton         | Qui a tué Bambi ?                   | -                                         | França          |      |
| Laura Smet             | Les corps impatients                | -                                         | França          |      |
| 2005                   |                                     |                                           |                 |      |
| Sara Forestier         | L'esquive                           | -                                         | França          |      |
| Marilou Berry          | Comme une image                     | Com una imatge                            | França          |      |
| Lola Naymark           | Brodeuses                           | -                                         | França          |      |
| Sabrina Ouazani        | L'esquive                           | -                                         | França          |      |
| Magali Woch            | Rois et reine                       | Rois et reine                             | França          |      |
| 2006                   |                                     |                                           |                 |      |
| Linh-Dan Pham          | De battre mon coeur s'est arrêté    | De tant bategar se m'ha parat el cor      | Vietnam         |      |
| Mélanie Doutey         | Il ne faut jurer de rien !          | No juris mai res                          | França          |      |
| Déborah François       | L'enfant                            | El nen                                    | Bèlgica         |      |
| Marina Hands           | Les âmes grises                     | -                                         | França          |      |
| Fanny Valette          | La petite Jérusalem                 | -                                         | França          |      |
| 2007                   |                                     |                                           |                 |      |
| Mélanie Laurent        | Je vais bien, ne t'en fais pas      | -                                         | França          |      |
| Déborah François       | La tourneuse de pages               | L'última nota                             | Bèlgica         |      |
| Marina Hands           | Lady Chatterley                     | Lady Chatterley                           | França          |      |
| Aïssa Maïga            | Bamako                              | -                                         | França          |      |
| Maïwenn Le Besco       | Pardonnez-moi                       | -                                         | França          |      |
| 2008                   |                                     |                                           |                 |      |
| Hafsia Herzi           | La graine et le mulet               | -                                         | França          |      |
| Louise Blachère        | Naissance des pieuvres              | -                                         | França          |      |
| Adèle Haenel           | Naissance des pieuvres              | -                                         | França          |      |
| Audrey Dana            | Roman de gare                       | -                                         | França          |      |
| Clotilde Hesme         | Les chansons d'amour                | Les chansons d'amour                      | França          |      |
| 2009                   |                                     |                                           |                 |      |
| Déborah François       | Le premier jour du reste de ta vie  | El primer dia de la resta de la teva vida | Bèlgica         |      |
| Marilou Berry          | Vilaine                             | -                                         | França          |      |
| Louise Bourgoin        | La fille de Monaco                  | -                                         | França          |      |
| Anaïs Demoustier       | Les grandes personnes               | -                                         | França          |      |
| Léa Seydoux            | La belle personne                   | La belle personne                         | França          |      |

### Dècada de 2010
| Any                    | Actriu                                     | Títol original                 | Títol en català | Pais |
| ---------------------- | ------------------------------------------ | ------------------------------ | --------------- | ---- |
| 2010                   |                                            |                                |                 |      |
| Mélanie Thierry        | Le dernier pour la route                   | -                              | França          |      |
| Pauline Étienne        | Qu'un seul tienne et les autres suivront   | -                              | Bèlgica         |      |
| Florence Loiret Caille | Je l'aimais                                | -                              | França          |      |
| Soko                   | À l'Origine                                | -                              | França          |      |
| Christa Theret         | LOL (laughing out loud)                    | LOL                            | França          |      |
| 2011                   |                                            |                                |                 |      |
| Leïla Bekhti           | Tout ce qui brille                         | -                              | França          |      |
| Audrey Lamy            | Tout ce qui brille                         | -                              | França          |      |
| Anaïs Demoustier       | D'amour et d'eau fraîche                   | -                              | França          |      |
| Léa Seydoux            | Belle épine                                | -                              | França          |      |
| Yahima Torres          | Vénus noire                                | Vénus noire                    | Cuba            |      |
| 2012                   |                                            |                                |                 |      |
| Clotilde Hesme         | Angèle et Tony                             | -                              | França          |      |
| Naidra Ayadi           | Polisse                                    | -                              | França          |      |
| Adèle Haenel           | L'Apollonide, souvenirs de la maison close | -                              | França          |      |
| Céline Sallette        | L'Apollonide, souvenirs de la maison close | -                              | França          |      |
| Christa Theret         | La brindille                               | -                              | França          |      |
| 2013                   |                                            |                                |                 |      |
| Izïa Higelin           | Mauvaise Fille                             | -                              | França          |      |
| Alice de Lencquesaing  | Au galop                                   | -                              | França          |      |
| Lola Dewaere           | Mince alors !                              | -                              | França          |      |
| Julia Faure            | Camille Redouble                           | -                              | França          |      |
| India Hair             | Camille Redouble                           | -                              | França          |      |
| 2014                   |                                            |                                |                 |      |
| Adèle Exarchopoulos    | La vie d'Adèle Chapitres 1 & 2             | La vida d'Adèle                | França          |      |
| Lou de Laâge           | Jappeloup                                  | Jappeloup, de pare a fill      | França          |      |
| Pauline Etienne        | La Religieuse                              | -                              | Bèlgica         |      |
| Golshifteh Farahani    | Syngué Sabour, pierre de patience          | -                              | Iran            |      |
| Marine Vacth           | Jeune & Jolie                              | Jove i bonica                  | França          |      |
| 2015                   |                                            |                                |                 |      |
| Louane Emera           | La Famille Bélier                          | La família Bélier              | França          |      |
| Lou de Laâge           | Respire                                    | -                              | França          |      |
| Joséphine Japy         | Respire                                    | -                              | França          |      |
| Ariane Labed           | Fidelio, l'odyssée d'Alice                 | -                              | França          |      |
| Karidja Touré          | Bande de filles                            | -                              | França          |      |
| 2016                   |                                            |                                |                 |      |
| Zita Hanrot            | Fatima                                     | Fàtima                         | França          |      |
| Camille Cottin         | Connasse, Princesse des cœurs              | -                              | França          |      |
| Sara Giraudeau         | Les Bêtises                                | -                              | França          |      |
| Diane Rouxel           | La Tête haute                              | -                              | França          |      |
| Lou Roy-Lecollinet     | Trois souvenirs de ma jeunesse             | Trois souvenirs de ma jeunesse | França          |      |
| 2017                   |                                            |                                |                 |      |
| Oulaya Amamra          | Divines                                    | -                              | França          |      |
| Paula Beer             | Frantz                                     | -                              | Alemanya        |      |
| Lily-Rose Depp         | La Danseuse                                | La ballarina                   | França          |      |
| Noémie Merlant         | Le ciel attendra                           | -                              | França          |      |
| Raph                   | Ma Loute                                   | L'alta societat                | França          |      |
| 2018                   |                                            |                                |                 |      |
| Camélia Jordana        | Le Brio                                    | Una raó brillant               | França          |      |
| Iris Bry               | Les Gardiennes                             | Les guardianes                 | França          |      |
| Lætitia Dosch          | Jeune femme                                | Benvinguda a Montparnasse      | França          |      |
| Eye Haïdara            | Le sens de la fête                         | C'est la vie                   | França          |      |
| Garance Marillier      | Grave                                      | Grave                          | França          |      |
| 2019                   |                                            |                                |                 |      |
| Kenza Fortas           | Shéhérazade                                | -                              | França          |      |
| Ophélie Bau            | Mektoub, my love : canto uno               | -                              | França          |      |
| Galatea Bellugi        | L'Apparition                               | L'aparició                     | França          |      |
| Jehnny Beth            | Un amour impossible                        | Un amour impossible            | França          |      |
| Lily-Rose Depp         | L'homme fidèle                             | Un home fidel                  | França          |      |

### Dècada de 2020
| Any                 | Actriu                                      | Títol original                        | Títol en català | Pais |
| ------------------- | ------------------------------------------- | ------------------------------------- | --------------- | ---- |
| 2020                |                                             |                                       |                 |      |
| Lyna Khoudri        | Papicha                                     | Papicha, somnis de llibertat          | Algèria         |      |
| Luàna Bajrami       | Portrait de la jeune fille en feu           | Retrat d'una dona en flames           | França          |      |
| Céleste Brunnquell  | Les Éblouis                                 | The Dazzled                           | França          |      |
| Nina Meurisse       | Camille                                     | -                                     | França          |      |
| Mame Bineta Sané    | Atlantique                                  | Atlantique                            | Senegal         |      |
| 2021                |                                             |                                       |                 |      |
| Fathia Youssouf     | Mignonnes                                   | -                                     | França          |      |
| Mélissa Guers       | La Fille au bracelet                        | La fille au bracelet                  | França          |      |
| India Hair          | Poissonsexe                                 | -                                     | França          |      |
| Julia Piaton        | Les choses qu'on dit, les choses qu'on fait | Les coses que diem, les coses que fem | França          |      |
| Camille Rutherford  | Felicità                                    | -                                     | França          |      |
| 2022                |                                             |                                       |                 |      |
| Anamaria Vartolomei | L'Événement                                 | L'esdeveniment                        | Romania         |      |
| Noée Abita          | Slalom                                      | Slalom                                | França          |      |
| Salomé Dewaels      | Illusions perdues                           | Les il·lusions perdudes               | França          |      |
| Agathe Rousselle    | Titane                                      | Titane                                | França          |      |
| Lucia Zhang         | Les Olympiades                              | París, districte 13                   | França          |      |
| 2023                |                                             |                                       |                 |      |
| Nadia Tereszkiewicz | Les Amandiers                               | La gran joventut                      | França          |      |
| Marion Barbeau      | En corps                                    | En corps                              | França          |      |
| Guslagie Malanda    | Saint Omer                                  | Saint Omer                            | França          |      |
| Rebecca Marder      | Une jeune fille qui va bien                 | -                                     | França          |      |
| Mallory Wanecque    | Les Pires                                   | Els pitjors                           | França          |      |
| 2024                |                                             |                                       |                 |      |
| Ella Rumpf          | Le Théorème de Marguerite                   | El teorema de Marguerite              | França          |      |
| Céleste Brunnquell  | La Fille de son père                        | -                                     | França          |      |
| Kim Higelin         | Le Consentement                             | El consentiment                       | França          |      |
| Suzanne Jouannet    | La Voie royale                              | -                                     | França          |      |
| Rebecca Marder      | De grandes espérances                       | -                                     | França          |      |
| 2025                |                                             |                                       |                 |      |
| Maïwene Barthelemy  | Vingt Dieux                                 | -                                     | França          |      |
| Malou Khebizi       | Diamant brut                                | -                                     | França          |      |
| Megan Northam       | Rabia                                       | Les filles del califat                | França          |      |
| Mallory Wanecque    | L'Amour ouf                                 | -                                     | França          |      |
| Souheila Yacoub     | Planète B                                   | -                                     | França          |      |